# 齐布日河
27°43′0.25″N 94°21′23.9″E / 27.7167361°N 94.356639°E
齐布日河（藏語：ཆེན་པོ་རི་ཆུ།，英语：Sidan），一条位于中华人民共和国与印度争议的藏南地区的河流，是西巴霞曲左岸支流。齐布日河被中国划归西藏自治区林芝市墨脱县，是中华人民共和国民政部第三批增补藏南地区公开使用地名中的一个。齐布日河干流实际流经印度阿鲁纳恰尔邦下桑朗县西部地区。